# Chamaesaracha cernua
Chamaesaracha cernua là loài thực vật có hoa trong họ Cà. Loài này được (Donn.Sm.) Hunz. mô tả khoa học đầu tiên năm 1980.